# Château de Paray (Bessay-sur-Allier)
Le château de Paray  est un édifice situé à Bessay-sur-Allier, en France.

## Localisation
Le château est situé sur le territoire de la commune de Bessay-sur-Allier, dans le département de l'Allier, en région Auvergne-Rhône-Alpes.

## Description
Le château est composé d'un corps central quadrangulaire, flanqué de deux avant-corps carrés sur les angles nord. Il illustre le type du petit château du Bourbonnais à cour intérieure bordée de communs et cantonné de tours-pavillons, ainsi que celui des constructions en briques à croisillons de la Sologne bourbonnaise. À l'intérieur, une cheminée représentant Cérès et Bacchus. Beau plafond à la française d'époque et dallage de marbre,.

## Historique
À l'origine, le lieu était occupé par une motte féodale. L'édifice date du XVIIe siècle. Le château passa aux mains de maintes familles, dont le premier président au présidial d'Auvergne à Riom : Jacques Amable Rollet d'Avaux ; il fut en butte à l'envie et à la haine et en 1793, signalé comme accapareur, fut arrêté avec sa femme. L'instruction révéla qu'il était en correspondance avec des émigrés, qu'il pourvoyait aux besoins des prêtres insermentés, recevait et faisait connaître les bulles pontificales et les manifestes des princes. Conduits à Paris, ils furent traduits devant le Tribunal révolutionnaire sur les réquisitions d'Antoine Fouquier-Tinville le 14 floréal an II (13 mai 1794). Ils furent condamnés à mort et exécutés le même jour. Les propriétés furent confisquées et vendues comme biens nationaux.
L'édifice est inscrit au titre des monuments historiques  par arrêté du 21 mars 1988.